# Орљане
Орљане је насеље у Србији у општини Дољевац у Нишавском округу. Према попису из 2022. било је 1256 становника (према попису из 1991. било је 1716 становника).
Овде се налази Црква Светог Јована код Орљана.

## Демографија
У насељу Орљане живи 1309 пунолетних становника, а просечна старост становништва износи 46,0 година (46,0 код мушкараца и 45,9 код жена). У насељу има 473 домаћинстава, а просечан број чланова по домаћинству је 2,66.
Ово насеље је великим делом насељено Србима (према попису из 2002. године).
|  |

| Демографија | Демографија | Демографија |
| Година      | Становника  | Становника  |
| ----------- | ----------- | ----------- |
| 1948.       | 1.448       |             |
| 1953.       | 1.567       |             |
| 1961.       | 1.622       |             |
| 1971.       | 1.657       |             |
| 1981.       | 1.690       |             |
| 1991.       | 1.716       | 1.693       |
| 2002.       | 1.612       | 1.658       |
| 2011.       | 1.479       |             |
| 2022.       | 1.256       |             |

| Етнички састав према попису из 2002.‍ | Етнички састав према попису из 2002.‍ | Етнички састав према попису из 2002.‍ | Етнички састав према попису из 2002.‍ | Етнички састав према попису из 2002.‍ |
| ------------------------------------ | ------------------------------------ | ------------------------------------ | ------------------------------------ | ------------------------------------ |
|                                      |                                      |                                      |                                      |                                      |
| Срби                                 | Срби                                 |                                      | 1.509                                | 93,61%                               |
| Роми                                 | Роми                                 |                                      | 88                                   | 5,45%                                |
| Хрвати                               | Хрвати                               |                                      | 1                                    | 0,06%                                |
| Муслимани                            | Муслимани                            |                                      | 1                                    | 0,06%                                |
| Македонци                            | Македонци                            |                                      | 1                                    | 0,06%                                |
| непознато                            | непознато                            |                                      | 8                                    | 0,49%                                |

| Година пописа     | 1948. | 1953. | 1961. | 1971. | 1981. | 1991. | 2002. |
| ----------------- | ----- | ----- | ----- | ----- | ----- | ----- | ----- |
| Број домаћинстава | 212   | 254   | 317   | 381   | 409   | 425   | 435   |

| Број чланова      | 1  | 2   | 3  | 4  | 5  | 6  | 7  | 8 | 9 | 10 и више | Просек |
| ----------------- | -- | --- | -- | -- | -- | -- | -- | - | - | --------- | ------ |
| Број домаћинстава | 48 | 104 | 64 | 81 | 52 | 53 | 19 | 6 | 3 | 5         | 3,71   |

| Пол    | Укупно | Неожењен/Неудата | Ожењен/Удата | Удовац/Удовица | Разведен/Разведена | Непознато |
| ------ | ------ | ---------------- | ------------ | -------------- | ------------------ | --------- |
| Мушки  | 693    | 162              | 483          | 35             | 8                  | 5         |
| Женски | 664    | 73               | 476          | 94             | 14                 | 7         |
| УКУПНО | 1.357  | 235              | 959          | 129            | 22                 | 12        |

| Пол    | Укупно                    | Пољопривреда, лов и шумарство | Рибарство                            | Вађење руде и камена | Прерађивачка индустрија       |
| ------ | ------------------------- | ----------------------------- | ------------------------------------ | -------------------- | ----------------------------- |
| Мушки  | 310                       | 46                            | 0                                    | 11                   | 104                           |
| Женски | 134                       | 44                            | 0                                    | 1                    | 18                            |
| УКУПНО | 444                       | 90                            | 0                                    | 12                   | 122                           |
| Пол    | Производња и снабдевање   | Грађевинарство                | Трговина                             | Хотели и ресторани   | Саобраћај, складиштење и везе |
| Мушки  | 5                         | 37                            | 33                                   | 4                    | 17                            |
| Женски | 0                         | 2                             | 21                                   | 4                    | 1                             |
| УКУПНО | 5                         | 39                            | 54                                   | 8                    | 18                            |
| Пол    | Финансијско посредовање   | Некретнине                    | Државна управа и одбрана             | Образовање           | Здравствени и социјални рад   |
| Мушки  | 0                         | 9                             | 22                                   | 3                    | 10                            |
| Женски | 0                         | 3                             | 1                                    | 10                   | 26                            |
| УКУПНО | 0                         | 12                            | 23                                   | 13                   | 36                            |
| Пол    | Остале услужне активности | Приватна домаћинства          | Екстериторијалне организације и тела | Непознато            | Непознато                     |
| Мушки  | 6                         | 0                             | 0                                    | 3                    | 3                             |
| Женски | 1                         | 0                             | 0                                    | 2                    | 2                             |
| УКУПНО | 7                         | 0                             | 0                                    | 5                    | 5                             |